# George H. W. Bush

George H. W. Bush (1989)

George Herbert Walker Bush, meist einfach George Bush oder George Bush senior (* 12. Juni 1924 in Milton, Massachusetts; † 30. November 2018 in Houston, Texas), war ein US-amerikanischer Politiker der Republikanischen Partei. Von 1989 bis 1993 war er der 41. Präsident der Vereinigten Staaten. Seine Söhne sind der 43. US-Präsident George W. Bush und der ehemalige Gouverneur von Florida, Jeb Bush.
Bush vertrat von 1967 bis 1971 den 7. Kongressbezirk von Texas im US-Repräsentantenhaus. Von 1971 bis 1973 war er Botschafter der USA bei den Vereinten Nationen. Von 1974 bis 1975 war er unter Präsident Gerald Ford Leiter des Verbindungsbüros der USA in der Volksrepublik China sowie von 1976 bis 1977 Direktor der CIA.
Nachdem er sich 1980 vergeblich um die Präsidentschaftskandidatur seiner Partei bemüht hatte, war er von 1981 bis 1989 unter Ronald Reagan dessen Vizepräsident. Die Präsidentschaftswahl 1988 gewann er und wurde damit Reagans Nachfolger im Weißen Haus. Vier Jahre später musste er sich bei der Präsidentschaftswahl 1992 dem Demokraten Bill Clinton geschlagen geben, womit er 1993 nach einer Amtsperiode abgelöst wurde.

## Leben

### Frühe Jahre
Der Name George Herbert Walker Bush ist eine Reminiszenz an den Großvater mütterlicherseits, George Herbert Walker. George Bush war der zweitälteste Sohn von Prescott Sheldon Bush (1895–1972), einem Senator von Connecticut, und Dorothy Walker Bush (1901–1992). Sein älterer Bruder war Prescott Bush Jr. (1922–2010), außerdem hat er drei jüngere Geschwister: Nancy Walker Bush Ellis (1926–2021), Jonathan James Bush (1931–2021) und William Henry Trotter Bush (1938–2018). Bush wuchs in Greenwich auf und besuchte die Phillips Academy in Andover, Massachusetts, wo er Kapitän des Baseball-Teams war.

### Einsatz während des Zweiten Weltkriegs

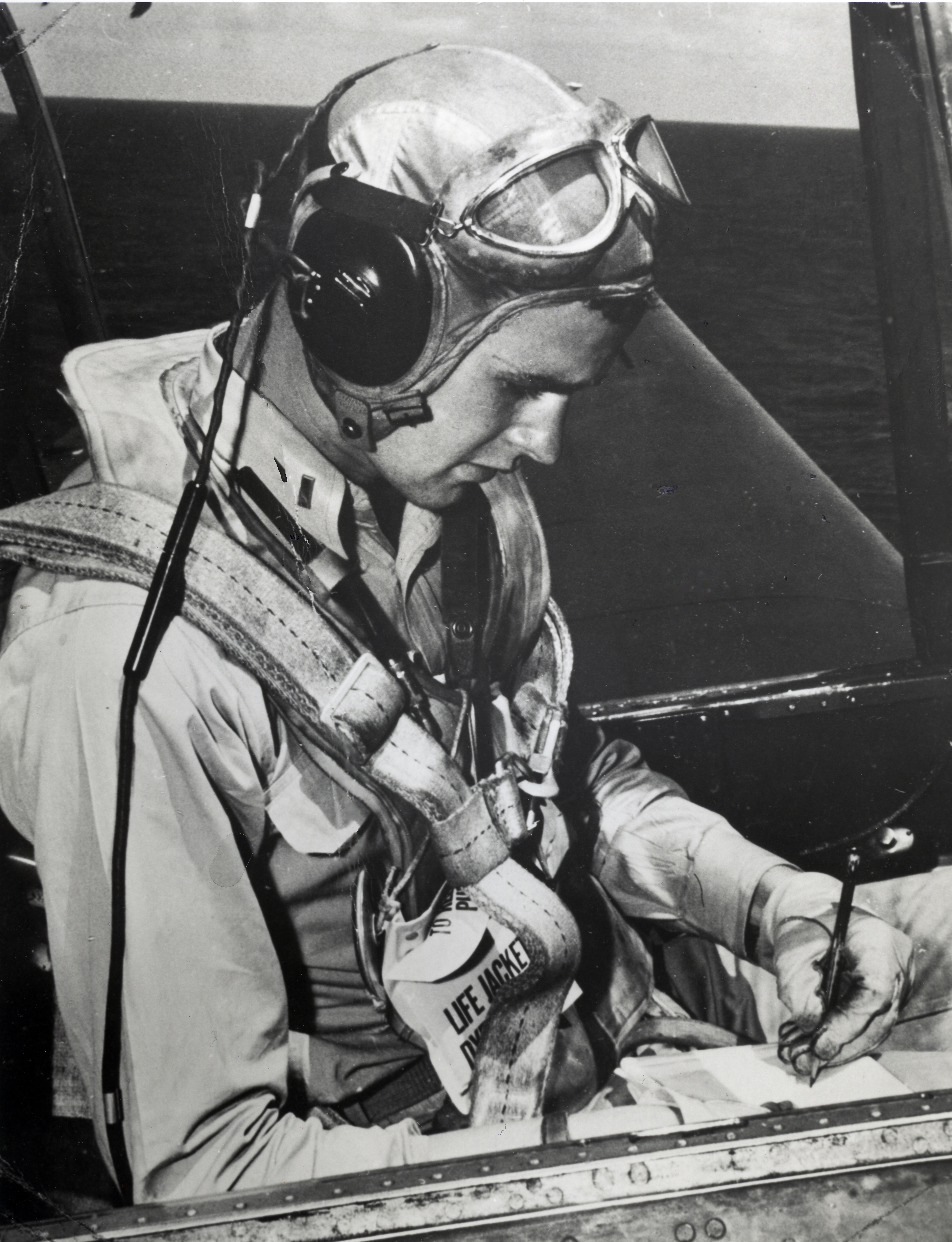
George Bush (1943)

Im Juni 1942 machte er seinen Abschluss. Motiviert durch den Angriff Japans auf Pearl Harbor im Dezember 1941, entschloss er sich, in die US Navy einzutreten. Kurz vor seinem 19. Geburtstag legte er den Eid ab, der ihn zum damals jüngsten Piloten der Navy machte. Im September 1943 wurde Bush als Teil einer Grumman-TBF-Staffel auf die San Jacinto versetzt. Dort war er als Fotografie-Offizier eingesetzt und machte Aufklärungsflüge über feindlichem Gebiet; dabei wurde er auch in Luftkämpfe verwickelt. Er musste am 19. Juni 1944 notwassern und wurde von der Besatzung der Clarence K. Bronson gerettet.
Am 1. August wurde er zum Lieutenant Junior Grade befördert. Am 2. September war er am Luftkampf über den japanischen Bonininseln beteiligt und der einzige von neun Piloten, die nach einem Abschuss überlebten. Im Gegensatz zu den anderen acht geriet er nicht in Kriegsgefangenschaft, sondern wurde von einem amerikanischen U-Boot aufgenommen. Das rettete ihm das Leben, da die anderen beim Chichi-jima-Vorfall ermordet wurden. Für diesen Einsatz erhielt er das Distinguished Flying Cross.
Bush erhielt außerdem drei Air Medals und die Presidential Unit Citation. Er flog noch einige Einsätze an verschiedenen Orten, bevor er Anfang 1945 an die Naval Station Norfolk in Norfolk, Virginia versetzt wurde. Nach der Kapitulation Japans wurde er im September 1945 ehrenhaft aus der Navy entlassen.

### Heirat und Familie

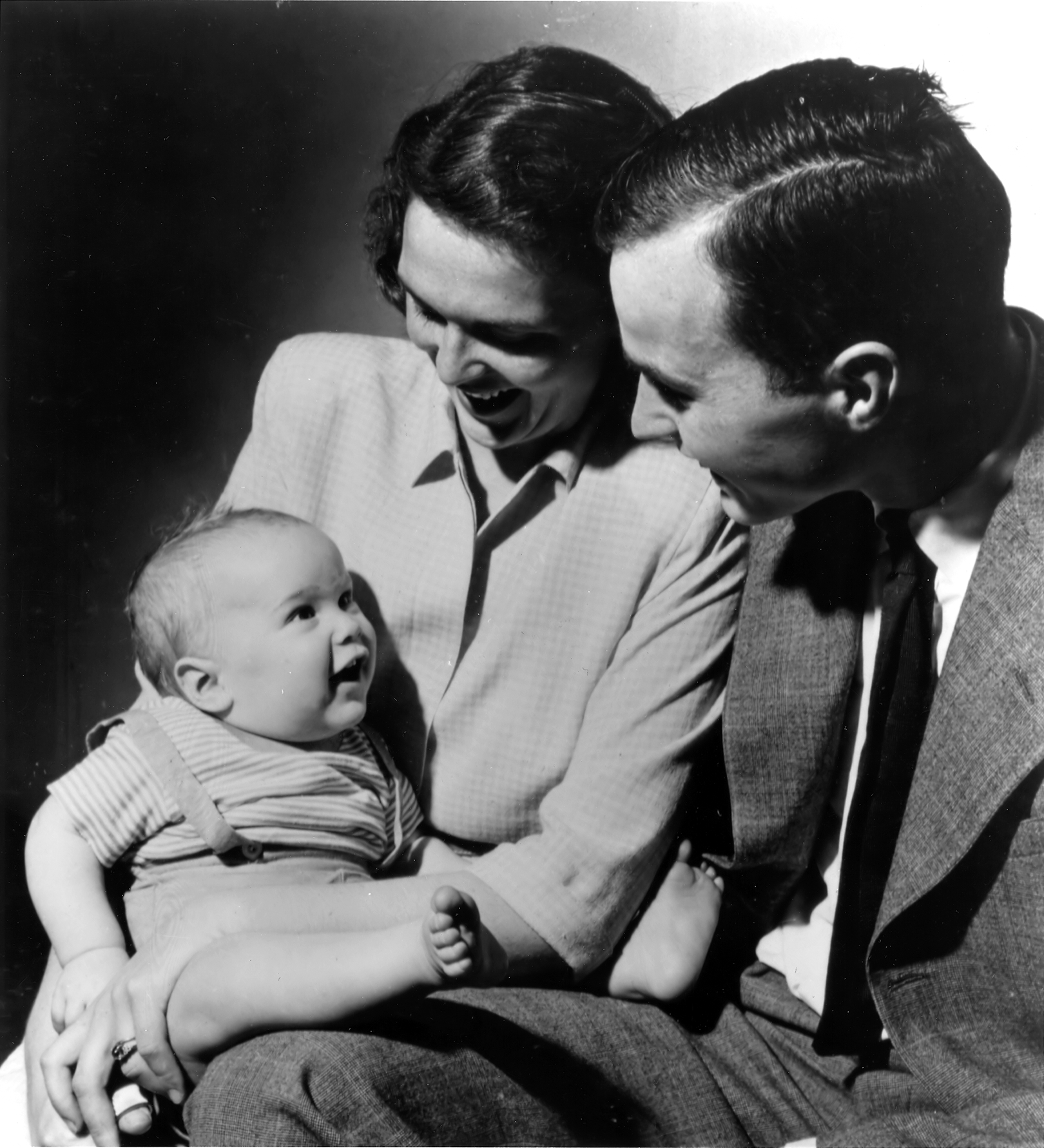
George und Barbara Pierce Bush mit ihrem ersten Sohn George W. (1947)

Am 6. Januar 1945 heiratete Bush die ein Jahr jüngere Barbara Pierce (1925–2018). Die beiden bekamen sechs Kinder:
- George Walker, geboren am 6. Juli 1946 in New Haven, CT (1995 bis 2000 Gouverneur von Texas, Präsident der Vereinigten Staaten von 2001 bis 2009)
- Pauline „Robin“ Robinson, geboren am 20. Dezember 1949 in Compton, CA, gestorben am 11. Oktober 1953 an Leukämie
- John „Jeb“ Ellis, geboren am 11. Februar 1953 in Midland, TX (1999 bis 2007 Gouverneur von Florida)
- Neil Mallon, geboren am 22. Januar 1955 in Midland, TX
- Marvin Pierce, geboren am 22. Oktober 1956 in Midland, TX
- Dorothy Bush Koch, geboren am 18. August 1959 in Houston, TX

Barbara Bush starb am 17. April 2018 nach 73 Ehejahren. Nach der Ehe Jimmy Carters war dies die längste Ehe in der Geschichte der amerikanischen Präsidenten.

### Studienzeit
Nach seinem Einsatz während des Zweiten Weltkriegs besuchte Bush die Yale University und wurde Mitglied der Honor Society Phi Beta Kappa. Bereits vor seinem Kriegseinsatz wurde er an der Universität akzeptiert. Nach seiner Rückkehr aus dem Krieg und seiner Heirat trat er sein Studium in Yale an. Dort wurde er Mitglied in der Fraternity Delta Kappa Epsilon und der Studentenverbindung Skull and Bones. Er schrieb sich in ein spezielles Programm ein, das ihm erlaubte, sein Studium in zweieinhalb statt vier Jahren zu absolvieren. Bush wurde Kapitän der Yale-Baseball-Mannschaft. 1948 verließ er Yale mit einem Bachelor of Arts in Wirtschaftswissenschaften.

## Tätigkeiten in Wirtschaft und Politik

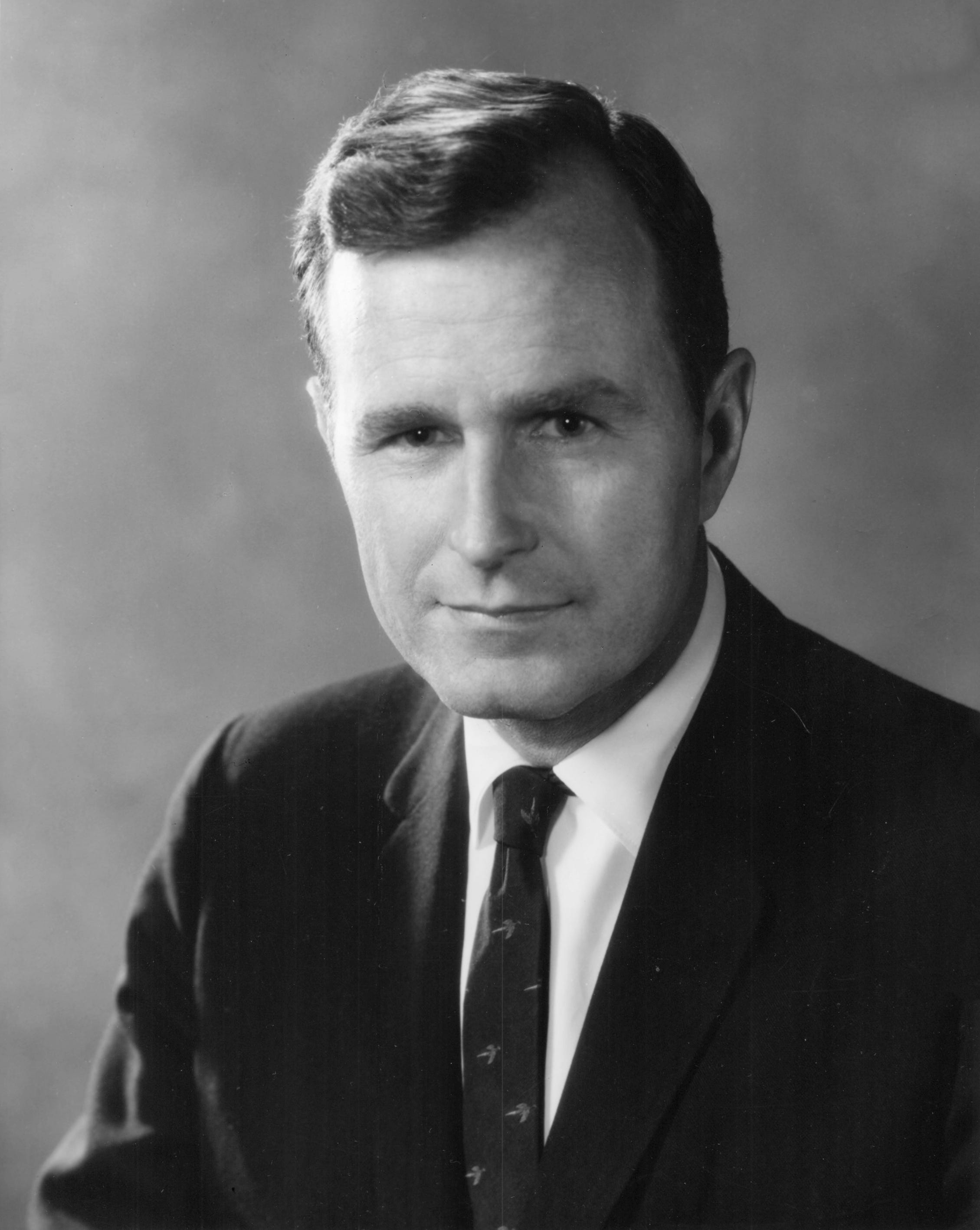
George H. W. Bush (1969)

Bushs Vater Prescott Bush war Senator, er selbst Präsident und Vize-Präsident, sein Sohn George W. Präsident und Gouverneur von Texas und Sohn Jeb Gouverneur von Florida. Bush war der zweite Präsident nach John Adams, dessen Sohn ebenfalls Präsident wurde.
Bush war erfolgreich im Ölgeschäft in Texas, 1953 gründete er die Firma Zapata Oil.
Seine politische Karriere begann 1962 als Vorsitzender der Republikanischen Partei im texanischen Harris County. 1964 kandidierte er für den Senat und verlor gegen seinen demokratischen Konkurrenten Ralph Yarborough knapp. 1966 wurde Bush als Abgeordneter eines Bezirks in Houston in das US-Repräsentantenhaus gewählt und 1968 wiedergewählt. 1970, mit Unterstützung Nixons, unternahm er einen erneuten Versuch, zum Senator gewählt zu werden. Er scheiterte gegen Lloyd Bentsen, der das Amt bis 1993 innehatte.

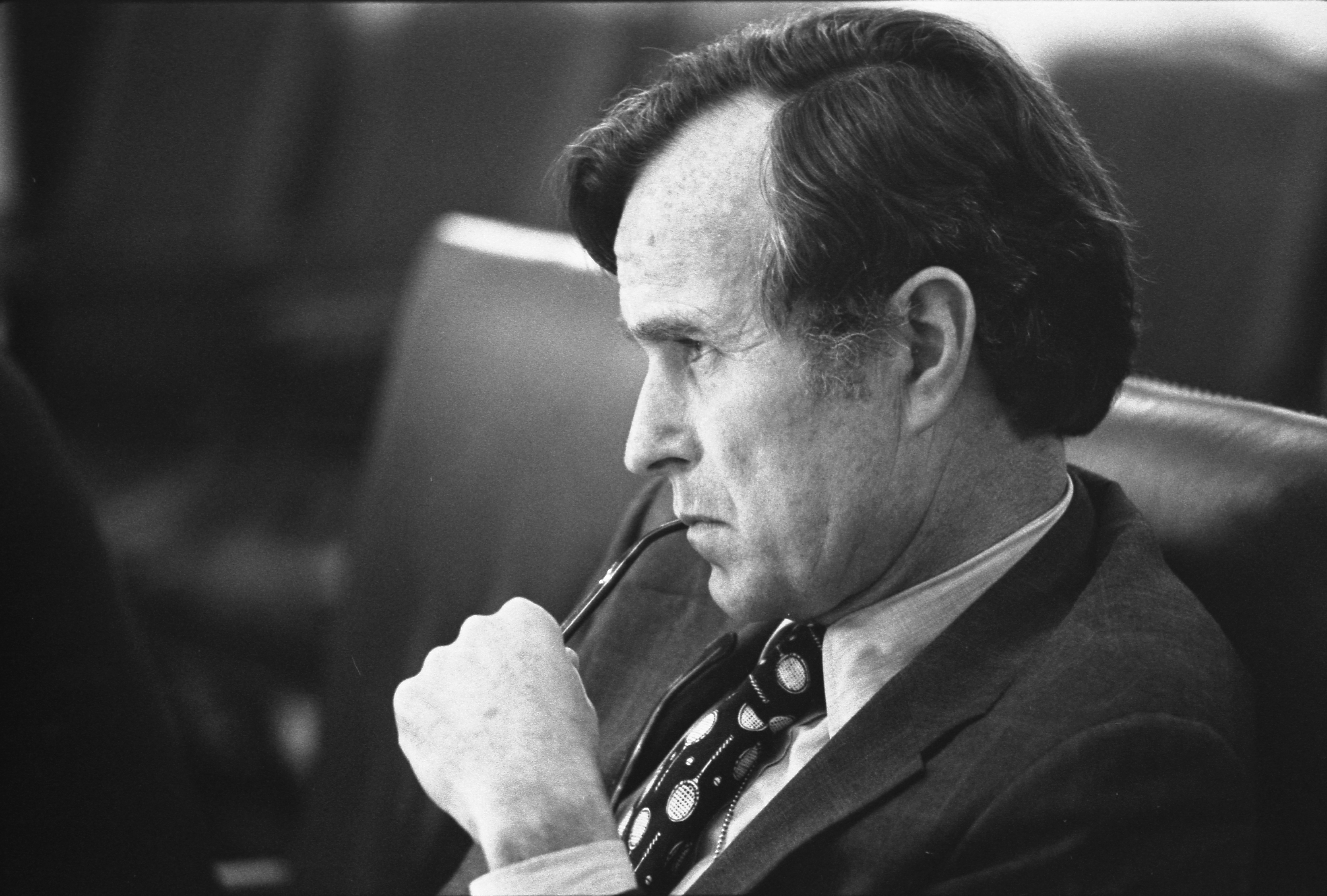
Bush als CIA-Direktor

In den 1970er Jahren bekleidete er zahlreiche wichtige Ämter: Von 1971 bis 1973 war er US-Botschafter bei den Vereinten Nationen für Präsident Nixon und 1973/74 Vorsitzender des Republican National Committee, 1974/75 Leiter des amerikanischen Verbindungsbüros in Peking für Präsident Ford und damit diplomatischer Vertreter der USA in der Volksrepublik China sowie in den Jahren 1976 und 1977 Direktor des Geheimdienstes CIA. Während seiner Zeit als Chef der CIA soll Bush für die Operation Condor zur Ermordung linker Politiker in Lateinamerika verantwortlich gewesen sein und sich mit dem Drogenhändler Manuel Noriega aus Panama getroffen haben. Er soll auch das Geheimnetzwerk aufgebaut haben, welches später für die Iran-Contra-Affäre verantwortlich war. Zum Drogenschmuggler und CIA-Kontaktmann Barry Seal soll Bush persönliche Kontakte unterhalten haben. Als dieser 1986 ermordet wurde, bevor er vor einer Grand Jury Aussagen konnte, fand man Bushs private Telefonnummer in seiner Brieftasche.
Von 1977 bis 1979 war Bush einer der Direktoren des Council on Foreign Relations, eines der einflussreichsten privaten Think Tanks der USA.
1980 bewarb sich Bush um die Präsidentschaftskandidatur der Republikaner. Ronald Reagan errang die höchste Anzahl von Bundesstaaten in den Primaries, Bush die zweithöchste. Reagan bot ihm an, an seiner Seite als Running Mate zu kandidieren. Zusammen gewannen sie die Wahl gegen den amtierenden Präsidenten Jimmy Carter und dessen Vizepräsidenten Walter Mondale.

### Vizepräsident der USA (1981–1989)

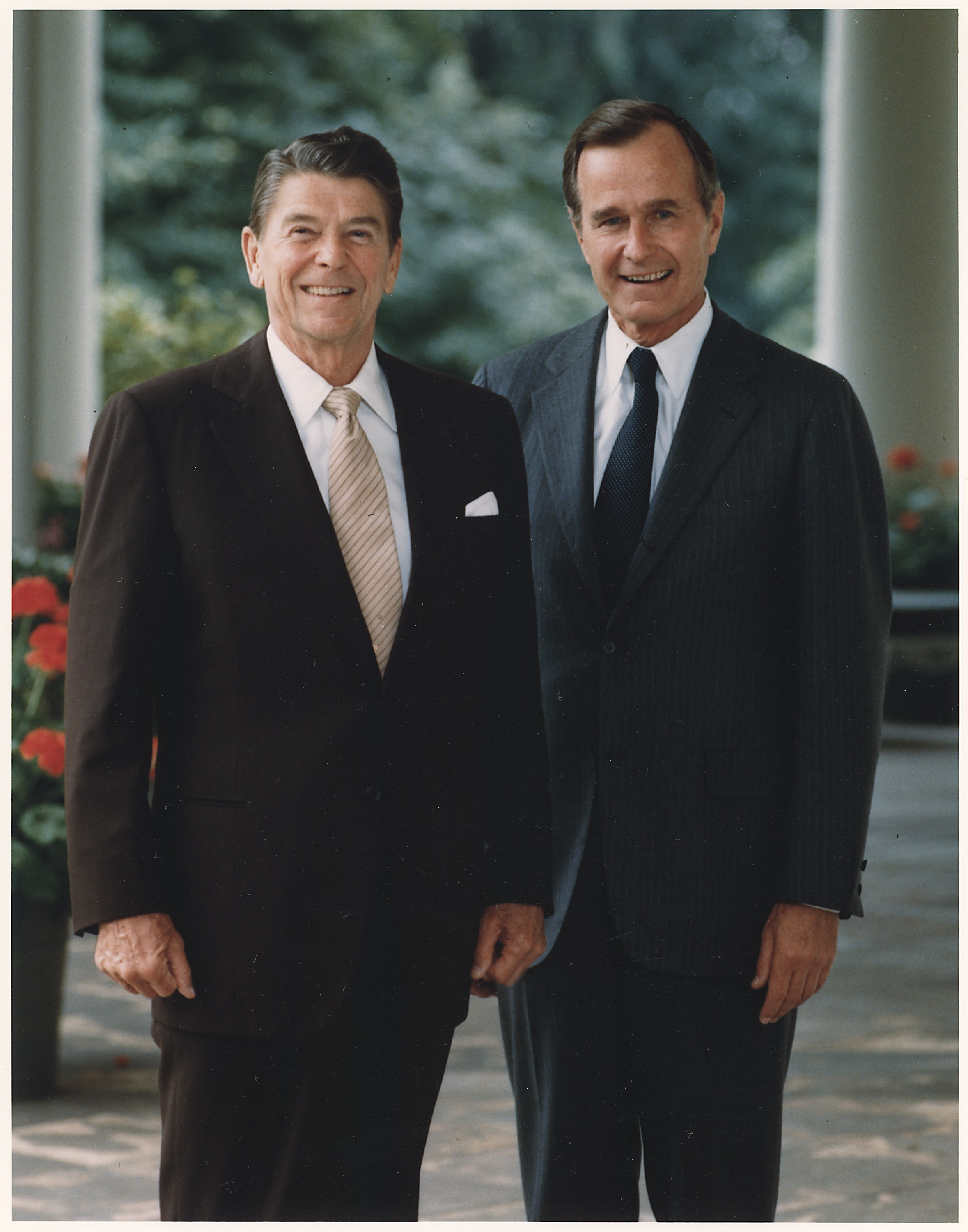
Offizielles Porträt von Präsident Reagan und Vizepräsident Bush 1981

Bush orientierte sich als Vizepräsident an der Amtszeit Richard Nixons, welcher von 1953 bis 1961 Dwight D. Eisenhowers Stellvertreter gewesen war. Das bedeutete, er wollte dem Präsidenten loyal und beratend zur Seite stehen und sich nicht auf dessen Kosten profilieren. Nach dem Attentat auf Ronald Reagan im März 1981, wenige Monate nach der Amtsübernahme, vertrat er den Präsidenten für einige Wochen informell. Allerdings lehnte Bush es ab, formale Befugnisse des Präsidenten wie die Ernennung von Beamten oder das Unterzeichnen von Gesetzen zu übernehmen. Seine Weigerung, Reagan vorübergehend für amtsunfähig erklären zu lassen, machte großen Eindruck auf den Präsidenten. Infolgedessen entwickelten beide Männer eine engere persönliche Beziehung, nachdem sie zuvor einen eher formalen Umgang gepflegt hatten. Fortan machte es sich Reagan zur Regel, einmal pro Woche mit seinem Vizepräsidenten im Oval Office zu Mittag zu essen. Im Februar 1984 nahm Bush im Kreml als Vertretung für Präsident Reagan an der Trauerfeier des verstorbenen sowjetischen KPdSU-Generalsekretärs Juri Andropow teil.
Bei der Präsidentschaftswahl im November 1984 wurden Reagan und Bush mit deutlicher Mehrheit wiedergewählt.
Als Vertreter des Präsidenten reiste Bush im März 1985 erneut zu einer Trauerfeier nach Moskau. Beim Begräbnis des verstorbenen sowjetischen Generalsekretärs Konstantin Ustinowitsch Tschernenko traf er als erster ranghoher US-Vertreter den neuen Generalsekretär Michail Gorbatschow. Bush telegraphierte Reagan, um ihm mitzuteilen, dass es sich bei Gorbatschow um einen neuen Typ von sowjetischem Führer handelte.

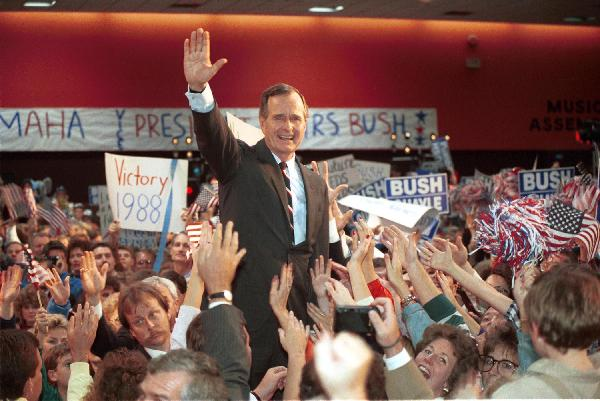
Bush im Wahlkampf, Oktober 1988

Während Reagan sich im Juli 1985 einer Krebsoperation unterzog, amtierte Bush als erster Vizepräsident in der Geschichte für einige Stunden als „Acting President“ gemäß dem 25. Zusatzartikel der US-Verfassung. 1988 – Reagan durfte kein drittes Mal kandidieren – bewarb sich Bush erneut um die Präsidentschaftskandidatur der Republikaner und gewann diese. Auf dem Nominierungsparteitag der Republikaner machte er das Versprechen, als Präsident gegen Steuererhöhungen sein Veto einzulegen („Read my lips: no new taxes“ – Lest es von meinen Lippen: Keine neuen Steuern). Bei der Präsidentschaftswahl 1988 zog Bush mit dem Vize-Kandidaten Dan Quayle in seinen eigenen Wahlkampf, den er gegen die Demokraten Michael Dukakis und Lloyd Bentsen mit 426 gegen 111 Wahlmännerstimmen klar gewann. Bei den gleichzeitig stattfindenden Kongresswahlen behielten die Demokraten ihre Mehrheit in beiden Kammern des Kongresses. Was folgte, war der Präsidentschaftsübergang.

### Präsidentschaft (1989–1993)

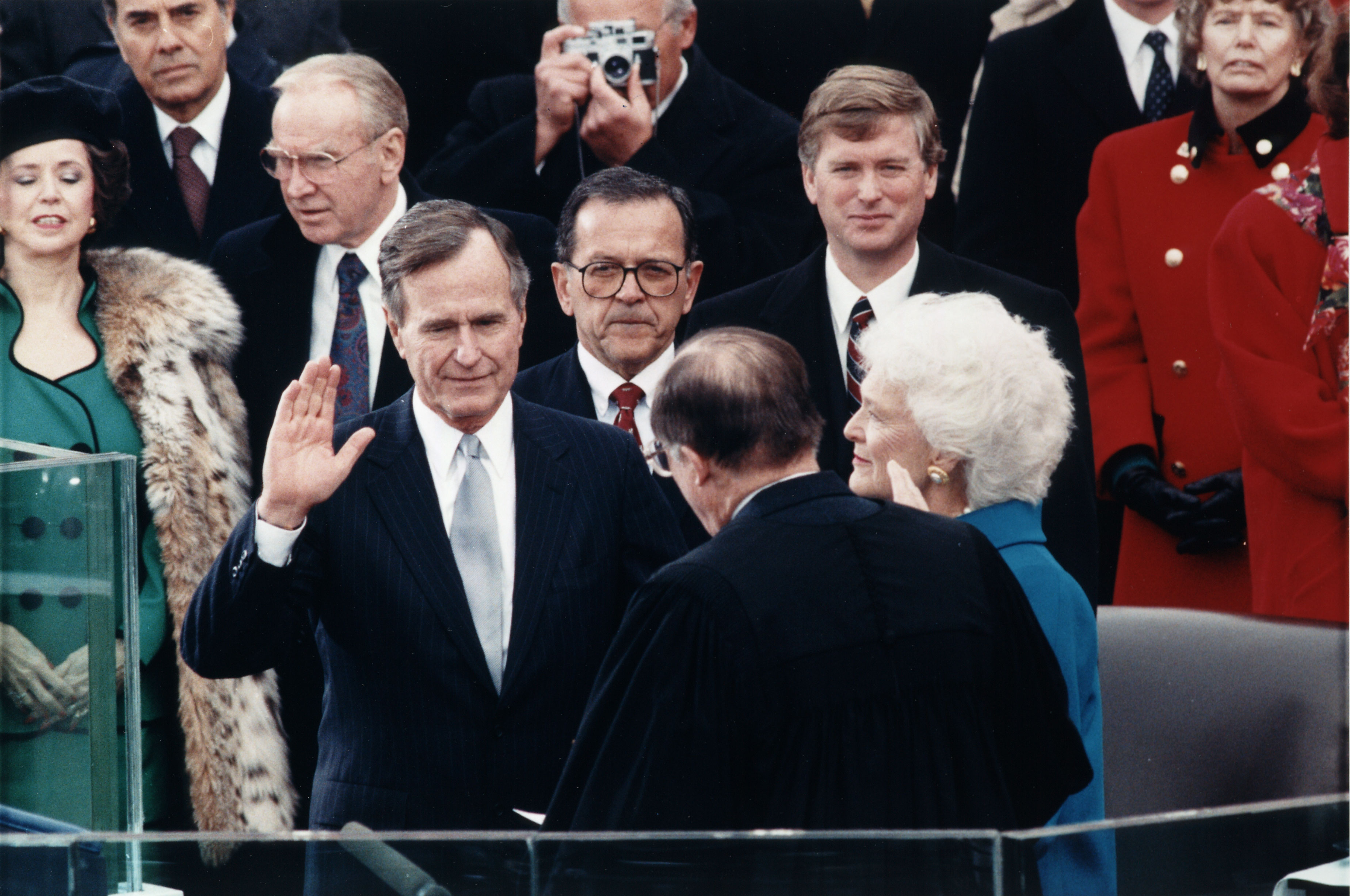
Bush bei seiner Vereidigung als Präsident am 20. Januar 1989

Am 20. Januar 1989 wurde Bush als 41. Präsident der Vereinigten Staaten vereidigt. In seiner Rede zur Amtseinführung bekundete er seinen Willen zur Überparteilichkeit und betonte die Notwendigkeit der Haushaltskonsolidierung. In Bezug auf die Weltpolitik sagte er, die „totalitäre Ära“ werde „wegfallen wie Blätter an einem leblosen Baum“.

#### Innenpolitik
Bushs Innenpolitik war gekennzeichnet von innenpolitischen Kämpfen um die Reduzierung des Haushaltsdefizits der Vereinigten Staaten. Er wollte Kürzungen durchsetzen, während der von Demokraten dominierte Kongress Steuererhöhungen anstrebte. Im Oktober 1990 einigten sich Bush und der Kongress auf einen Kompromiss. Bush stimmte nun doch Steuererhöhungen zu, womit er sein Wahlversprechen von 1988 brach. Hintergrund war ein drohender Government Shutdown, eine mögliche Zahlungsunfähigkeit der amerikanischen Bundesregierung, die ohne Einigung aufgrund eines früheren Haushaltsbegleitgesetzes aus der Reagan-Ära angeordnet war. Die Einigung mit dem Kongress stieß insbesondere bei konservativen und libertären Republikanern um den späteren Sprecher des Repräsentantenhauses Newt Gingrich auf Kritik. In der Umweltpolitik wurde während Bushs Amtszeit der Clean Air Act verabschiedet. 1990 unterzeichnete er den Americans with Disabilities Act, ein Bundesgesetz über das Verbot der Diskriminierung von Behinderten.

#### Außenpolitik

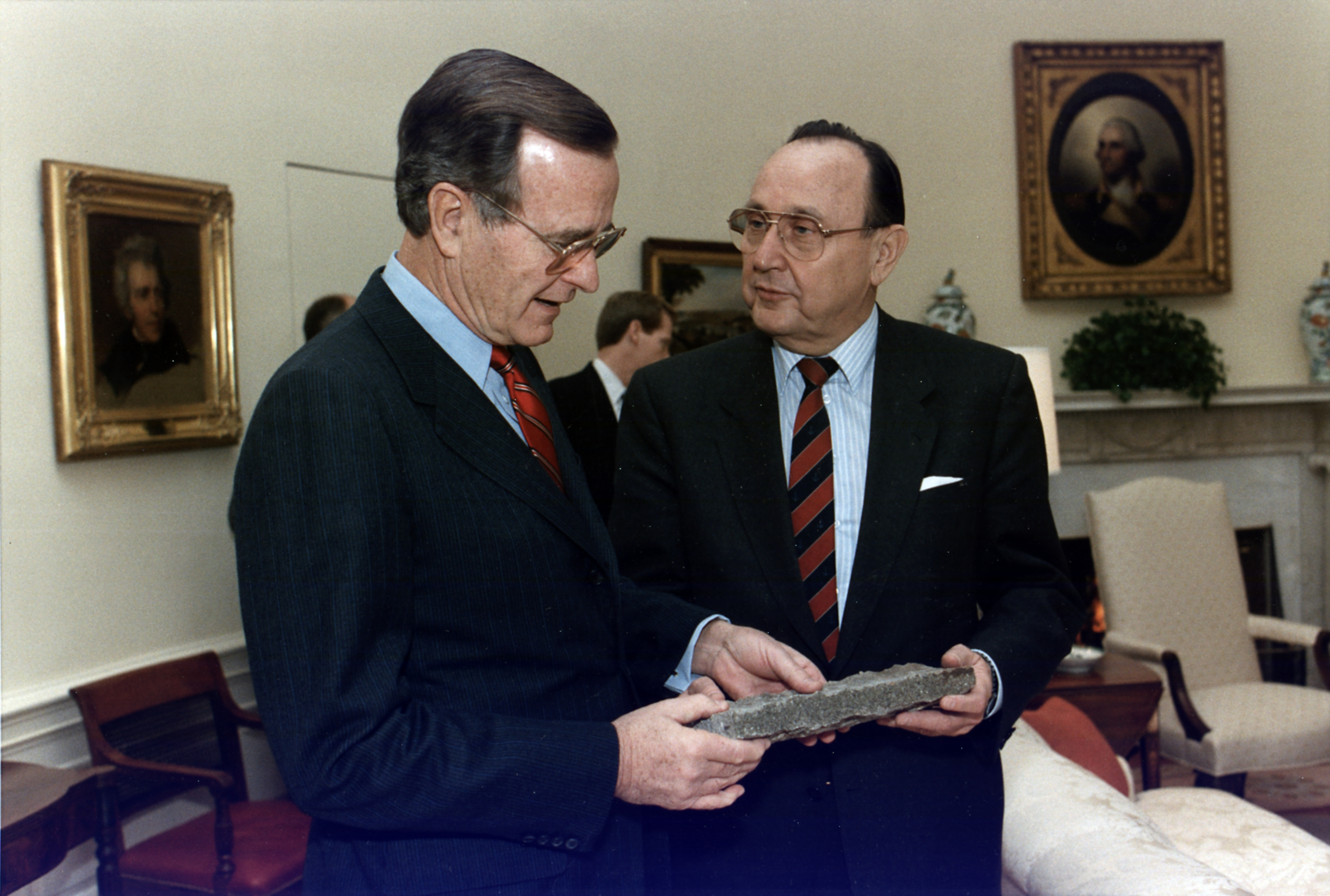
Präsident Bush bekommt von Hans-Dietrich Genscher ein Stück der Berliner Mauer überreicht (21. November 1989)

Bush war einer der wenigen US-Präsidenten mit außenpolitischen Erfahrungen. In den 1970er Jahren hatte er für Präsident Nixon als UN-Botschafter und später für Präsident Ford als Leiter des Verbindungsbüros der USA in China gearbeitet. Zum Außenminister nominierte er seinen engen Freund und Wahlkampfmanager James Baker. Zum Nationalen Sicherheitsberater wurde Brent Scowcroft ernannt, der schon als Stellvertreter Kissingers unter Nixon und Sicherheitsberater für Präsident Ford gedient hatte.
Die erste Herausforderung für Bush war das chinesische Massaker auf dem Tian’anmen-Platz im Juni 1989. Entgegen der Stimmung in den Vereinigten Staaten und nicht zuletzt aufgrund seiner eigenen Erfahrungen in China entschied sich Bush, unter allen Umständen die chinesisch-amerikanischen Beziehungen aufrechtzuerhalten. Er war der Meinung, es sei für die Zukunft der USA und des Weltfriedens wichtig, Beziehungen zum bevölkerungsreichsten Land der Erde zu halten.
Zu Beginn seiner Präsidentschaft war in den Vereinigten Staaten und in Westeuropa die Ansicht weit verbreitet, der Kalte Krieg sei durch Gorbatschows Reformpolitik zu Ende. Bush und Sicherheitsberater Scowcroft waren wesentlich zurückhaltender in ihrer Einschätzung der Situation. Sie begrüßten zwar die Reformbemühungen Gorbatschows, waren aber der Ansicht, der Kalte Krieg sei erst vorbei, wenn die sowjetischen Satellitenstaaten ihre volle Souveränität zurückerlangten, ohne eine Wiederholung der Ereignisse von 1968 (Prager Frühling) befürchten zu müssen. Außerdem befürchteten sie, die weitreichenden Rüstungskontrollvorschläge könnten ohne substantielle Reformen in der Sowjetunion und ohne die Souveränität der Ostblockstaaten mittelfristig die Sowjetunion stärken. Schließlich führten geringere Rüstungskosten zur Stärkung der maroden Sowjetwirtschaft. Stattdessen bekundete Bush die Bereitschaft zur Zusammenarbeit, stellte aber klar, dass dies nur auf Grundlage substantieller Reformen möglich sei. Als im November 1989 die Berliner Mauer fiel, reagierte Bush vorsichtig. Er wollte die Sowjetunion in dieser Situation unter keinen Umständen demütigen und vermeiden, provokativ zu wirken. Einer Reporterin sagte er auf die Anfrage, ob er nicht nach Berlin fahren wolle, um auf der Mauer zu tanzen, er sei kein emotionaler Mensch.

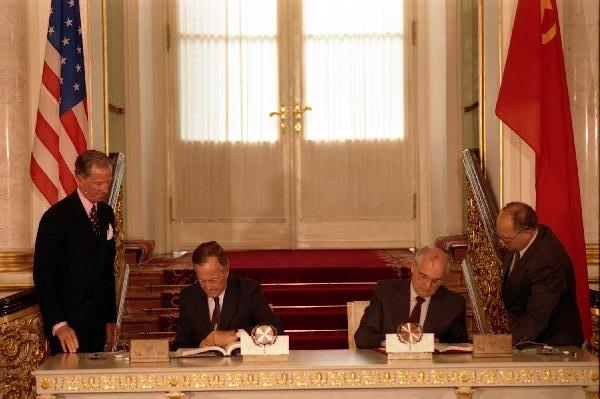
George Bush und Michail Gorbatschow bei der Unterzeichnung von START I in Moskau, 31. Juli 1991

Zu einem Gipfelgespräch traf sich der Präsident mit dem sowjetischen Generalsekretär Gorbatschow am 2. und 3. Dezember 1989 vor Malta. Bush unterstützte Deutschlands Wiedervereinigung als einziger Führer der vier Siegermächte; die beiden anderen westlichen waren die Britin Margaret Thatcher und der Franzose François Mitterrand. Voraussetzung müsste sein, dass Deutschland Mitglied der NATO bleibe. Das wurde indirekt von der Sowjetunion akzeptiert. Man einigte sich auf den Standpunkt, dass ein vereinigtes Deutschland souverän sei in der Frage seiner Bündniszugehörigkeit. Diese Entscheidung kam bei einem Gipfeltreffen zwischen Bush und Gorbatschow in Washington im Mai 1990 zustande.
Am 31. Juli 1991 unterzeichneten Bush und Gorbatschow in Moskau den Start-I-Vertrag zur Reduzierung und Kontrolle von Nuklearwaffen.

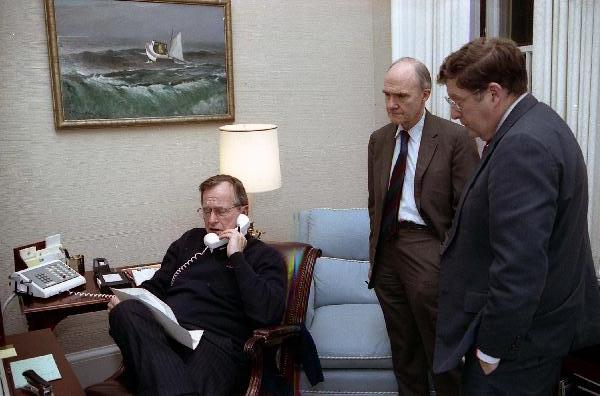
Bush telefoniert bezüglich der Operation Just Cause, hier mit Sicherheitsberater Brent Scowcroft und Stabschef John H. Sununu, 1989

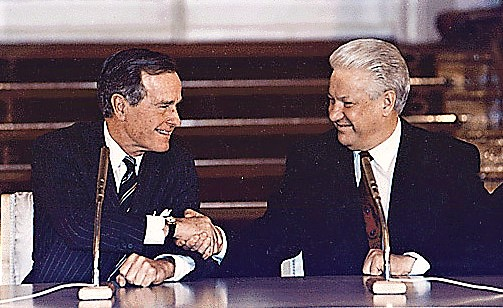
George Bush und Boris Jelzin bei der Unterzeichnung des START-II-Vertrages in Moskau, Januar 1993

##### Intervention in Panama, 1989
Im Dezember 1989 befahl er mit der „Operation Just Cause“ eine Militäroperation, die sich gegen den mittelamerikanischen Staat Panama wendete, ließ dessen diktatorisch regierenden Machthaber Manuel Noriega verhaften und ins Bundesgefängnis nach Florida bringen.

##### Golfkrieg, 1990–1991
Im August 1990 überfiel der irakische Diktator Saddam Hussein Kuwait, was zum Zweiten Golfkrieg führte (aus amerikanischer Sicht auch erster Golfkrieg genannt). Bush und Gorbatschow verurteilten den Überfall mit der Begründung, dass in der Zeit nach dem Kalten Krieg das Völkerrecht und eine neue Weltordnung gelten müsse. Mindestens fünf Mal wiederholte Bush die Brutkastenlüge. Nach einem Ersuchen Saudi-Arabiens im August 1990 entsandte Bush im Rahmen der Operation Desert Shield Truppen auf die arabische Halbinsel. Die USA strebten eine Verurteilung Iraks im Sicherheitsrat der Vereinten Nationen an. Im November 1990 wurde die Resolution 678 des UN-Sicherheitsrates verabschiedet, die Irak eine Frist bis zum 15. Januar 1991 setzte, sich aus Kuwait zurückzuziehen. Im Inland musste Bush gegenüber einem Kongress mit demokratischer Mehrheit derweil viel persönliche Überzeugungsarbeit leisten. Prominente Gegner eines militärischen Engagements in Kuwait waren die Senatoren Sam Nunn und Bob Kerrey. Am Ende scherten bei der Abstimmung genügend Demokraten aus der Fraktion aus, so dass der Kongress am 12. Januar Bush die Vollmacht gab, zur Durchsetzung der Resolution 678 militärische Gewalt einzusetzen. Insbesondere im Senat war die Mehrheit für ihn mit 52:47 knapp ausgefallen.
Kurz vor Ablauf des Ultimatum im Januar 1991 schickte Bush seinen Außenminister James Baker nach Genf, um mit dem irakischen Außenminister Tariq Aziz über die Möglichkeit eines irakischen Rückzugs zu verhandeln. Das Treffen scheiterte. Am 17. Januar 1991 führte eine Koalition aus 28 Staaten Luftschläge gegen den Irak (Operation Desert Storm). Nachdem Irak am 28. Februar 1991 die Bedingungen der Vereinten Nationen akzeptierte und mit dem sofortigen, bedingungslosen Rückzug aus Kuwait begann, stellte die Koalition die Kampfhandlungen ein. Obwohl die Möglichkeit bestanden hätte, den Krieg weiterzuführen und Bagdad einzunehmen, entschieden sich Bush und seine Berater dagegen. Sie befürchteten, eine Besetzung Iraks brächte die Möglichkeit eines irakischen Bürgerkriegs mit sich, und meinten, Amerika hätte kein Sicherheitsinteresse an der Besetzung Iraks. Sie hofften, Saddam würde in der Nachkriegszeit gestürzt, was nicht eintrat.

#### Kandidatur für zweite Amtszeit
Obwohl seine Popularität während und kurz nach dem Krieg stark nach oben schnellte, entstand während des Präsidentschaftswahlkampfes 1992 der Eindruck, Bush hätte den Kontakt zu den alltäglichen Problemen des Landes verloren, die sich durch eine Wirtschaftskrise verschärften. Zwar erkannten die meisten Amerikaner laut Umfragen seine außenpolitischen Erfolge an, doch stand mit dem Ende des Kalten Krieges Außen- und Sicherheitspolitik nicht mehr im Vordergrund. Sein außenpolitisch unerfahrener, aber dynamisch auftretender und 22 Jahre jüngerer demokratischer Herausforderer Bill Clinton nutzte diese Stimmungsänderung, indem er den Wahlkampf ganz auf Wirtschaftspolitik ausrichtete, was in seinem Slogan „It’s the economy, stupid“ („Es geht um die Wirtschaft, Dummkopf“) zum Ausdruck kam. Unpopulär war der Bruch von Bushs berühmtem Versprechen “Read my lips: no new taxes” („Lest es von meinen Lippen: Keine neuen Steuern“) durch die 1990 vorgenommenen Steuererhöhungen, die angesichts der hohen Defizite aus Reagans Amtszeit notwendig wurden. Außerdem bewarb sich der texanische Milliardär Ross Perot als parteiloser Kandidat um die Präsidentschaft, was eine Wiederwahl Bushs angesichts des amerikanischen Mehrheitswahlrechts noch weitaus unwahrscheinlicher machte, da Perot insbesondere bei eher den Republikanern zugeneigten Wählern populär war. Das waren wesentliche Gründe für seine Niederlage bei der Präsidentschaftswahl am 3. November 1992 gegen Bill Clinton.
Noch nach der Abwahl war Bush außenpolitisch aktiv: Im Dezember 1992 entsandte er Truppen nach Somalia zur Ausführung eines UN-Mandates. Ziel war es, humanitäre Hilfe für die dortige Bevölkerung sicherzustellen (Operation Restore Hope). Am 3. Januar 1993 unterzeichneten Bush und der russische Präsident Boris Jelzin in Moskau den START-II-Vertrag zur nuklearen Abrüstung. Bushs Amtszeit endete mit der Amtseinführung Clintons am 20. Januar 1993.

### Nach der Präsidentschaft

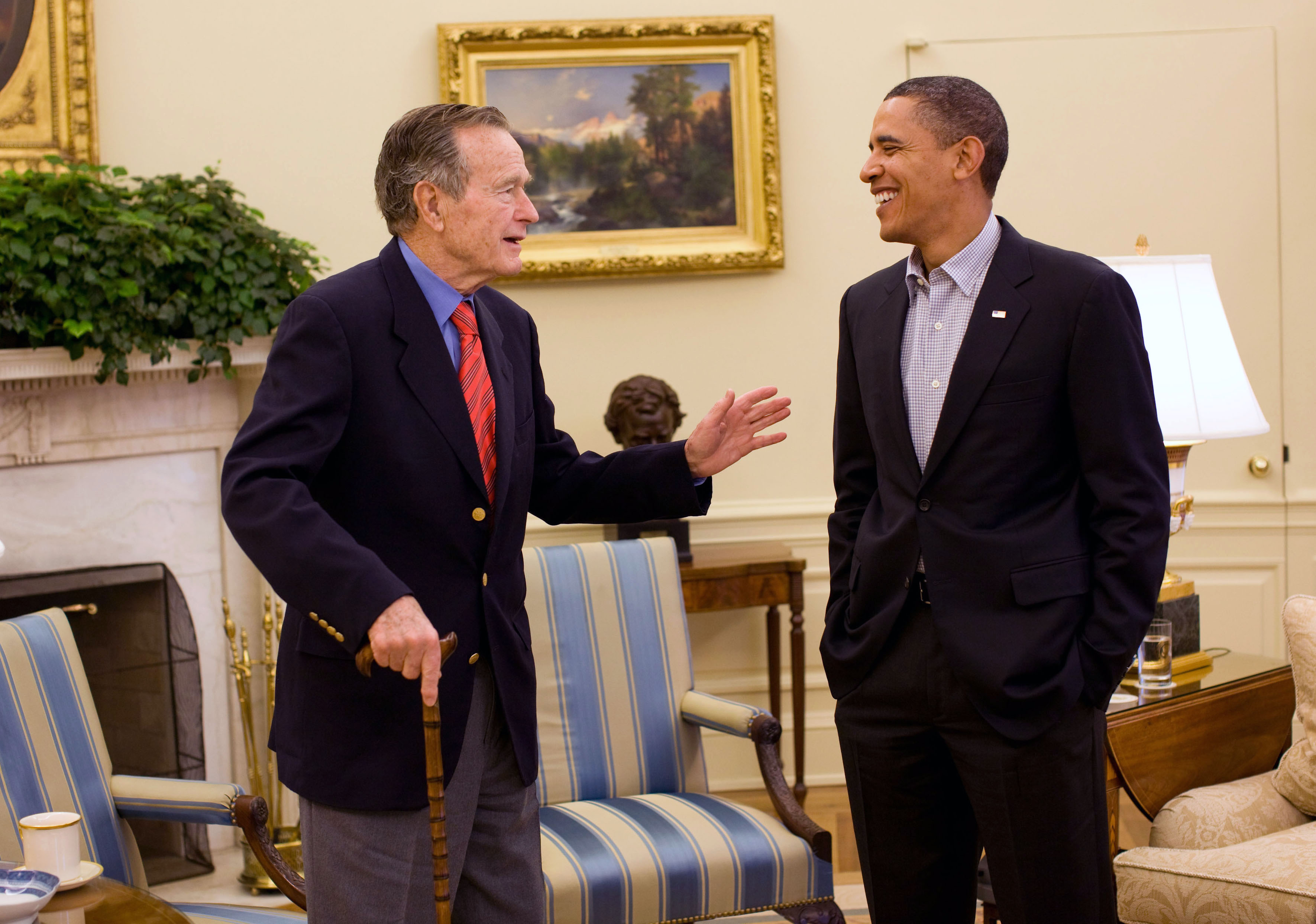
Bush und Obama im Oval Office, 2010

Nach dem Ausscheiden aus dem Amt 1993 lehnte es Bush ab, sich zu Fragen der amerikanischen Alltagspolitik zu äußern. In einem Interview 1998 betonte er die Notwendigkeit einer amerikanisch-chinesischen Zusammenarbeit und rechtfertigte seine Entscheidung, die Beziehungen zu China 1989 nicht abgebrochen zu haben. In zwei Abschiedsreden im Dezember 1992 und im Januar 1993 warnte Bush die USA vor Isolationismus. Seit dem Tode von Gerald Ford im Dezember 2006 war er der älteste lebende ehemalige US-Präsident und ab dem 25. November 2017 derjenige, der das höchste Lebensalter aller Präsidenten erreicht hatte. Am 22. März 2019 wurde er in dieser Hinsicht von Jimmy Carter übertroffen.
Für seine Verdienste um die deutsche Wiedervereinigung wurde Bush am 20. Dezember 1993 mit der Sonderstufe des Großkreuzes des Verdienstordens der Bundesrepublik Deutschland (höchste Ordensstufe) ausgezeichnet. 1997 nahm er an den Feierlichkeiten zum Jahrestag der deutschen Einheit in Stuttgart teil und hielt eine Rede. Im selben Jahr wurde die nach ihm benannte Presidential Library an der Texas A&M University eingeweiht. Bush wurde 1999 Ehrenbürger von Berlin. Bei den Feierlichkeiten anlässlich des zehnten Jahrestages des Falls der Berliner Mauer am 9. November 1999 hielt Bush zusammen mit Gorbatschow und Helmut Kohl eine Rede im Deutschen Bundestag. 2008 erhielt er in Berlin den Henry-Kissinger-Preis für seine Verdienste um die transatlantische Partnerschaft und eröffnete mit Kanzlerin Angela Merkel den Neubau der US-Botschaft Berlin. 2009 verlieh ihm die BILD-Zeitung ihren „Medienpreis Osgar“. Im November 2009 nahm Bush zusammen mit Gorbatschow und Kohl an den Feierlichkeiten zum 20. Jahrestages des Mauerfalls in Berlin teil. Am 15. Februar 2011 verlieh US-Präsident Barack Obama ihm die Presidential Medal of Freedom – die höchste zivile Auszeichnung der Vereinigten Staaten.
Bush lebte zuletzt in Houston, Texas und hatte mit Walker’s Point einen Sommersitz bei Kennebunkport in Maine, der schon während seiner Präsidentschaft gleichrangig neben dem offiziellen dienstlichen Sommersitz Camp David für Staatsbesuche genutzt wurde. So empfing Präsident Bush dort 1989 den damaligen französischen Präsidenten François Mitterrand. Im September 2013 war Bush Trauzeuge bei einem lesbischen Paar aus seiner Nachbarschaft. Im Juli 2015 brach er sich bei einem Sturz in seinem Sommersitz einen Halswirbel. Im Januar 2017 wurde er wegen einer Lungenentzündung ins Krankenhaus eingeliefert und musste die Teilnahme an Donald Trumps Amtseinführung absagen, an der alle übrigen ehemaligen US-Präsidenten teilnahmen.
Im April 2017 wurde er erneut wegen Lungenentzündung im Krankenhaus behandelt. Im Verlauf der MeToo-Diskussion wurde Bush von mehreren Frauen vorgeworfen, sie während Fotoaufnahmen unsittlich berührt zu haben. Im April 2018 wurde er wegen einer Blutinfektion behandelt.
Bush starb am 30. November 2018 im Alter von 94 Jahren, wenige Monate nach seiner Frau Barbara, die im April gestorben war. An der Trauerfeier in der National Cathedral in Washington nahmen neben der Familie Bush der damals amtierende Präsident Donald Trump, die ehemaligen Präsidenten Jimmy Carter, Bill Clinton und Barack Obama sowie Angela Merkel und Prinz Charles teil. Die Grabstätte befindet sich auf dem Gelände der George Bush Presidential Library.

## Namensgebungen zu Ehren Bushs

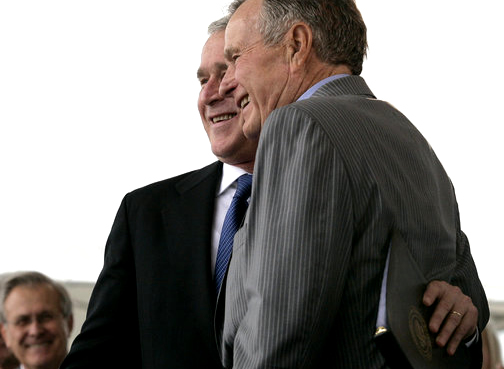
Bush (rechts) und sein Sohn bei der Taufe des nach George H. W. Bush benannten Flugzeugträgers am 10. Oktober 2006

- Die George Bush Presidential Library, deren Aufbau 1994 in College Station, Texas begann;
- Der internationale Flughafen Houston wurde 1997 zum George Bush Intercontinental Airport umbenannt;
- Das George Bush Center for Intelligence, Hauptquartier der Central Intelligence Agency (CIA) in Langley, Virginia;
- Der zehnte Flugzeugträger der Nimitz-Klasse heißt George H. W. Bush.
- President George Bush Turnpike, Stadtautobahn in Dallas, Texas

## Schriften
- Jeffrey A. Engel (Hrsg.): The China Diary of George H. W. Bush: The Making of a Global President. Princeton University Press, Princeton 2008, ISBN 978-0-691-13006-4.
- George Bush: All the Best, George Bush: My Life in Letters and Other Writings. Scribner, New York 1999, ISBN 0-684-83958-X (englisch).
- George Bush, Brent Scowcroft: A World Transformed. Knopf, New York 1998, ISBN 0-679-43248-5 (englisch).
- George Bush, Victor Gold: Looking Forward. An Autobiography. Doubleday, New York 1987, ISBN 978-0385141819 (englisch).